# Liste der Monuments historiques in Blodelsheim
Die Liste der Monuments historiques in Blodelsheim führt die Monuments historiques in der französischen Gemeinde Blodelsheim auf.

## Liste der Objekte
| Bezeichnung                | Beschreibung                                             | Standort                       | Kennzeichnung | Schutzstatus   | Datum          | Bild |
| -------------------------- | -------------------------------------------------------- | ------------------------------ | ------------- | -------------- | -------------- | ---- |
| Glocke                     | Bronze, 13. oder 14. Jahrhundert                         | in der Kirche St-Blaise (Lage) | PM68000444    | Classé         | 1984           |      |
| Orgel                      | Ensemble aus PM68000024 und PM68000533                   | in der Kirche St-Blaise (Lage) | PM68000876    | Inscrit Classé | 1981 1985 1978 |      |
| Orgelprospekt              | 1779 von Johann Andreas Silbermann gebaut, 1862 umgebaut | in der Kirche St-Blaise (Lage) | PM68000024    | Inscrit Classé | 1981 1985      |      |
| Instrumentalteil der Orgel | 1779 von Johann Andreas Silbermann gebaut, 1862 umgebaut | in der Kirche St-Blaise (Lage) | PM68000533    | Classé         | 1978           |      |